# Florence Mawejje
Pour les articles homonymes, voir Mawejje.
Florence Namatta Mawejje (née Florence Namatta en 1967), communément appelée Florence Mawejje, est une femme d'affaires ougandaise, professionnelle des ressources humaines et dirigeante d'entreprise, qui occupe depuis 2012 le poste de directrice générale des ressources humaines à la Centenary Rural Development Bank (en), une grande banque commerciale en Ouganda.

## Formation
Mawejje est titulaire d'une maîtrise ès sciences en développement des ressources humaines, obtenue en 1993 à l'université de Manchester au Royaume-Uni. Plus tard en 2004, elle obtient un Executive Master en administration des affaires, décerné conjointement par l'Institut de gestion de l'Afrique orientale et australe (en) (ESAMI) en Afrique de l'Est et l'École de gestion de Maastricht aux Pays-Bas,.

## Carrière
De 1996 à 1998, elle travaille comme responsable des ressources humaines pour Care International en Ouganda, basée à Kampala, la capitale et la plus grande ville du pays. Elle est ensuite embauchée par MTN Uganda (en) en août 1998 en tant que directrice générale des ressources humaines, où elle travaille pendant onze ans. En mai 2009, Unilever l'embauche en tant que directrice régionale des ressources humaines pour l'Afrique orientale et australe, responsable du personnel de l'entreprise dans sept pays africains. Elle occupe ce poste pendant un peu plus de deux ans, jusqu'en juillet 2011. En janvier 2012, la banque commerciale Centenary Rural Development Bank (en) la recrute en tant que directrice de la division des ressources humaines, poste qu'elle occupe depuis près de six ans en novembre 2017,,.

## Autres considérations
Mawejje siège à plusieurs conseils d'administration d'entreprises publiques et privées en Ouganda. Il s'agit notamment de (a) Silver Spoon Limited, qui exploite une garderie internationale, une école maternelle et primaire à Kampala, dont elle siège au conseil d'administration depuis 1996 ; (b) National Social Security Fund (en) (NSSF Ouganda), où elle est membre du Conseil d'administration depuis 2015 ; (c) Uganda Clays Limited (en), dont les actions sont négociées à la bourse des valeurs de l'Ouganda (Uganda Securities Exchange, USE). Elle est membre de ce conseil d'administration depuis 2015 ; et (d) Umeme Limited (en), le plus grand distributeur d'électricité en Ouganda, dont les actions sont négociées à l'USE et à la Bourse de Nairobi (en) (Nairobi Stock Exchange, NSE). Elle est directrice non exécutive de cette société depuis avril 2016,.